# Wetboek van Strafrecht (Suriname)
Het Wetboek van Strafrecht van Suriname ligt vervat in de wet van 14 oktober 1910, houdende vaststelling van een Wetboek van Strafrecht voor Suriname (G.B. 1911 no. 1),waarin in de loop der tijd verschillende wijzigingen zijn aangebracht.
Het wetboek bevat in een Eerste Boek bepalingen betreffende het algemeen strafrecht, in een Tweede Boek bepalingen van bijzonder strafrecht, betreffende misdrijven. Het Derde Boek betreft de overtredingen.

## Wetteksten
De volgende wetteksten zijn via Wikisource beschikbaar:
| Boek | Titel        | Onderwerp                                                                                    |
| ---- | ------------ | -------------------------------------------------------------------------------------------- |
| I    | I            | Omvang van de werking der strafwet                                                           |
| I    | II           | Straffen en maatregelen                                                                      |
| I    | III          | Uitsluiting, vermindering en verhoging der strafbaarheid                                     |
| I    | IV           | Poging                                                                                       |
| I    | V            | Deelneming aan strafbare feiten                                                              |
| I    | VI           | Samenloop van strafbare feiten                                                               |
| I    | VII          | Indiening en intrekking der klachte bij misdrijven alleen op klachte vervolgbaar             |
| I    | VIII         | Verval van het recht tot strafvordering en van de straf                                      |
| I    | IX           | Betekenis van sommige in het wetboek voorkomende uitdrukkingen                               |
| I    | Slotbepaling |                                                                                              |
| I    | I            | Misdrijven tegen de veiligheid van de Staat                                                  |
| I    | II           | Misdrijven tegen de waardigheid van het staatshoofd                                          |
| I    | III          | Misdrijven tegen hoofden en vertegenwoordigers van bevriende Staten                          |
| I    | IV           | Misdrijven betreffende de uitoefening van staatsplichten en staatsrechten                    |
| I    | V            | Misdrijven tegen de openbare orde                                                            |
| I    | VI           | Tweegevecht                                                                                  |
| I    | VII          | Misdrijven waardoor de algemene veiligheid van personen of goederen wordt in gevaar gebracht |
| I    | VIII         | Misdrijven tegen het openbaar gezag                                                          |
| I    | IX           | Meineed                                                                                      |
| I    | X            | Valsheid in muntspeciën en munt- en bankbiljetten                                            |
| I    | XI           | Valsheid in zegels en merken                                                                 |
| I    | XII          | Valsheid in geschriften                                                                      |
| I    | XIII         | Misdrijven tegen de burgerlijke staat                                                        |
| I    | XIV          | Misdrijven tegen de zeden                                                                    |
| I    | XV           | Verlating van hulpbehoevenden                                                                |
| I    | XVI          | Belediging                                                                                   |
| I    | XVII         | Schending van geheimen                                                                       |
| I    | XVIII        | Misdrijven tegen de persoonlijke vrijheid                                                    |
| I    | XIX          | Misdrijven tegen het leven gericht                                                           |
| I    | XX           | Mishandeling                                                                                 |
| I    | XXI          | Veroorzaken van de dood of van lichamelijk letsel door schuld                                |
| I    | XXII         | Diefstal en stroperij                                                                        |
| I    | XXIII        | Afpersing en afdreiging                                                                      |
| I    | XXIV         | Verduistering                                                                                |
| I    | XXV          | Bedrog                                                                                       |
| I    | XXVI         | Benadeling van schuldeisers of rechthebbenden                                                |
| I    | XXVII        | Vernieling of beschadiging van goederen                                                      |
| I    | XXVIII       | Ambtsmisdrijven                                                                              |
| I    | XXIX         | Scheepvaart- en luchtvaartmisdrijven                                                         |
| I    | XXX          | Begunstiging                                                                                 |
| I    | XXXI         | Bepalingen over herhaling van misdrijf aan verschillende titels gemeen                       |
| III  | I            | Overtredingen betreffende de algemene veiligheid van personen en goederen                    |
| III  | II           | Overtredingen betreffende de openbare orde                                                   |
| III  | III          | Overtredingen betreffende het openbaar gezag                                                 |
| III  | IV           | Overtredingen betreffende de burgerlijke staat                                               |
| III  | V            | Overtredingen betreffende hulpbehoevenden                                                    |
| III  | VI           | Overtredingen betreffende de zeden                                                           |
| III  | VII          | Overtredingen betreffende de veldpolitie                                                     |
| III  | VIII         | Ambtsovertredingen                                                                           |
| III  | IX           | Scheepvaartovertredingen                                                                     |
| III  | Slotbepaling |                                                                                              |